# Peter Fox (Politiker)
Peter Fox (* 31. Mai 1921 in Jugoslawien; † 3. Juli 1989 in Winnipeg, Manitoba) war ein kanadischer Politiker der New Democratic Party of Manitoba (NDP), der unter anderem zwischen 1966 und 1986 Mitglied der Legislativversammlung von Manitoba sowie von 1971 bis 1977 deren Sprecher war.

## Leben
Peter Fox, Sohn von George Fox und Maria Mildovan, wanderte mit seinen Eltern 1927 nach Kanada ein und besuchte die öffentlichen Schulen in Winnipeg, das United College und absolvierte ein Studium der Ingenieurwissenschaften an der University of Manitoba. Als der Zweite Weltkrieg ausbrach, hatte er gerade eine Stelle beim Nahrungsmittelunternehmen Canadian Packers Limited angetreten. Während des Krieges leistete er von 1943 bis 1946 Kriegsdienst in der kanadischen Armee in Europa und kehrte danach als Stationsingenieur zu Canada Packers zurück. Er engagierte sich des Weiteren als Mitglied der Veteranenorganisation Royal Canadian Legion und des Canadian German Club.
Am 23. Juni 1966 wurde Fox für die New Democratic Party of Manitoba (NDP) im Wahlkreis „Kildonan“ als Nachfolger von James Mills erstmals zum Mitglied der Legislativversammlung von Manitoba gewählt und vertrat in dieser nach seinen Wiederwahlen am 25. Juni 1969, 28. Juni 1973 und 11. Oktober 1977 bis zum 17. November 1981 an, woraufhin Mary Beth Dolin zur Abgeordneten in dem neu zugeschnittenen Wahlkreis gewählt wurde.
Am 7. August 1971 wurde Fox als Nachfolger von Ben Hanuschak Sprecher der Legislativversammlung (Speaker) und bekleidete das Amt des Parlamentspräsidenten bis zum 24. November 1977, woraufhin Harry Graham ihn ablöste. Bei der Wahl am 17. November 1981 wurde er im neu geschaffenen Wahlkreis „Concordia“, der aus Teilen der Wahlkreise „Rossmere“, „Kildonan“, „Elmwood“ und „Radisson“ entstand, wieder zum Mitglied der Legislativversammlung und vertrat diesen Wahlkreis bis zu seinem Verzicht auf eine erneute Kandidatur am 18. März 1986, woraufhin der spätere Premierminister Gary Doer zum neuen Abgeordneten in diesem Wahlkreis gewählt wurde.
In Anerkennung seines Engagements für die Gemeinschaft wurde Peter Fox 1977 mit der Queen Elizabeth II Silver Jubilee Medal ausgezeichnet. Er engagierte sich zudem als Mitglied Nahrungsmittelgewerkschaft (Canadian Food and Allied Workers) und des Winnipeg District Labour Council, des Gewerkschaftsverbandes im Bezirk Winnipeg. Er war des Weiteren Direktor des Industrieentwicklungsgremiums (Industrial Development Board) von Metro Winnipeg, Mitglied des Vorstands des 1961 gegründeten Strom- und Erdgasversorgungsunternehmens der Provinz Manitoba (Manitoba Hydro) sowie stellvertretender Vorsitzender des Lizenzprüfungsausschusses (Manitoba License Review Board).
Aus seiner am 22. Mai 1948 geschlossenen Ehe mit Nancy Grant gingen drei Kinder hervor.